# جدول مدال‌های المپیک زمستانی ۲۰۱۰

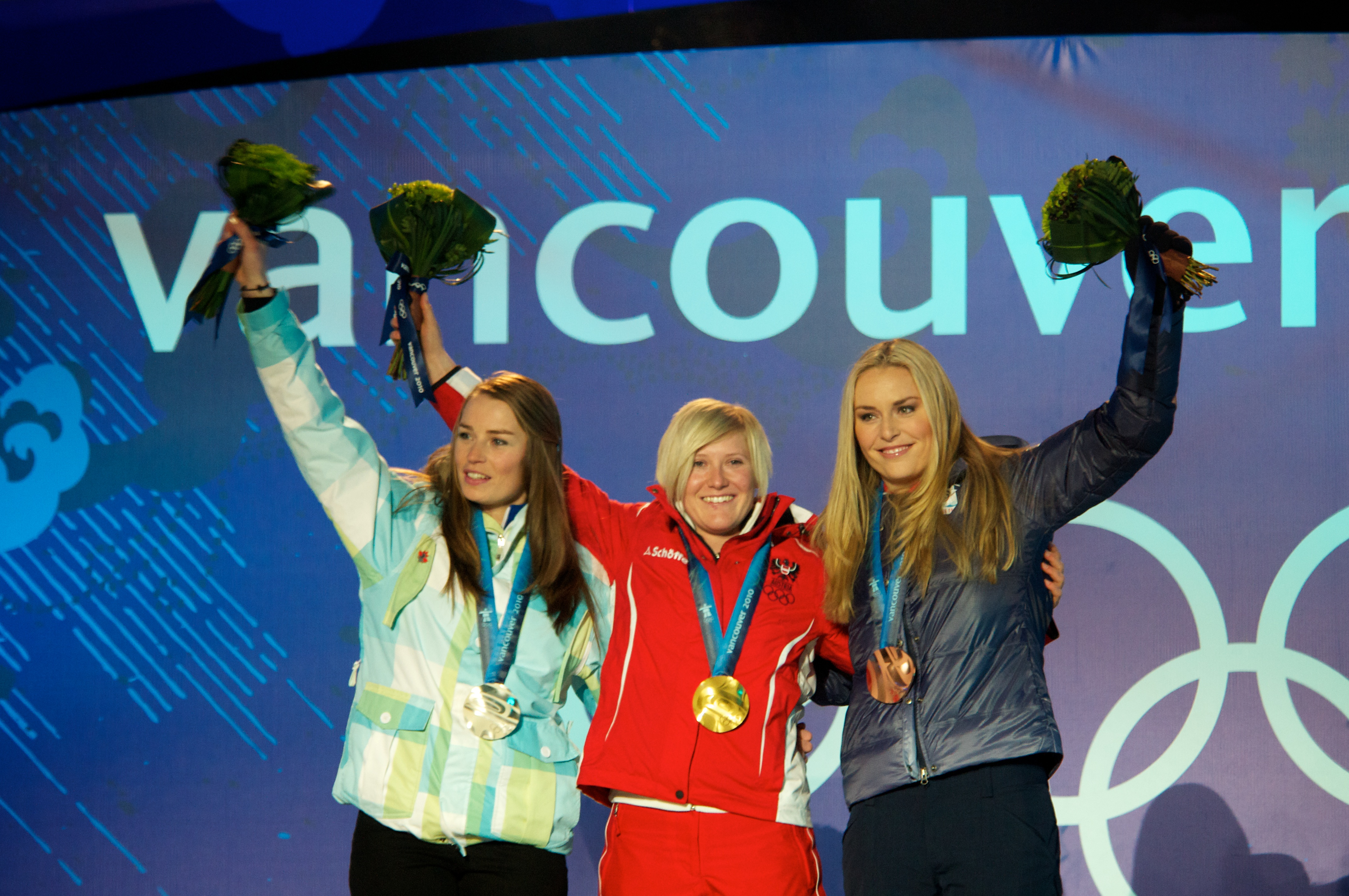
از چپ به راست به: ماز تینا از اسلونی (نقره)، آندریا فیشباخر از اتریش (طلا)، و لیندزی وون از ایالات متحده آمریکا مدال (برنز) در رشته اسکی آلپاین بازیهای المپیک ۲۰۱۰

بازی‌های المپیک زمستانی ۲۰۱۰ رسماً به عنوان بیست و یکمین دوره بازی‌های المپیک زمستانی شناخته می‌شود، این دوره در ونکوور کانادا از ۱۲ تا ۲۸ فوریه برگزار شد و در مجموع ۲۶۳۲ ورزشکار از ۸۲ کشور جهان در ۱۵ رشته به نبرد با یکدیگر پرداختند.

## جدول مدال‌ها
| رتبه  | کشور                      | طلا | نقره | برنز | مجموع |
| ۱     | کانادا (CAN)              | ۱۴  | ۷    | ۵    | ۲۶    |
| ۲     | آلمان (GER)               | ۱۰  | ۱۳   | ۷    | ۳۰    |
| ۳     | ایالات متحده آمریکا (USA) | ۹   | ۱۵   | ۱۳   | ۳۷    |
| ۴     | نروژ (NOR)                | ۹   | ۸    | ۶    | ۲۳    |
| ۵     | کره جنوبی (KOR)           | ۶   | ۶    | ۲    | ۱۴    |
| ۶     | سوئیس (SUI)               | ۶   | ۰    | ۳    | ۹     |
| ۷     | چین (CHN)                 | ۵   | ۲    | ۴    | ۱۱    |
| ۷     | سوئد (SWE)                | ۵   | ۲    | ۴    | ۱۱    |
| ۹     | اتریش (AUT)               | ۴   | ۶    | ۶    | ۱۶    |
| ۱۰    | هلند (NED)                | ۴   | ۱    | ۳    | ۸     |
| ۱۱    | روسیه (RUS)               | ۳   | ۵    | ۷    | ۱۵    |
| ۱۲    | فرانسه (FRA)              | ۲   | ۳    | ۶    | ۱۱    |
| ۱۳    | استرالیا (AUS)            | ۲   | ۱    | ۰    | ۳     |
| ۱۴    | جمهوری چک (CZE)           | ۲   | ۰    | ۴    | ۶     |
| ۱۵    | لهستان (POL)              | ۱   | ۳    | ۲    | ۶     |
| ۱۶    | ایتالیا (ITA)             | ۱   | ۱    | ۳    | ۵     |
| ۱۷    | بلاروس (BLR)              | ۱   | ۱    | ۱    | ۳     |
| ۱۷    | اسلواکی (SVK)             | ۱   | ۱    | ۱    | ۳     |
| ۱۹    | بریتانیای کبیر (GBR)      | ۱   | ۰    | ۰    | ۱     |
| ۲۰    | ژاپن (JPN)                | ۰   | ۳    | ۲    | ۵     |
| ۲۱    | کرواسی (CRO)              | ۰   | ۲    | ۱    | ۳     |
| ۲۱    | اسلوونی (SLO)             | ۰   | ۲    | ۱    | ۳     |
| ۲۳    | لتونی (LAT)               | ۰   | ۲    | ۰    | ۲     |
| ۲۴    | فنلاند (FIN)              | ۰   | ۱    | ۴    | ۵     |
| ۲۵    | استونی (EST)              | ۰   | ۱    | ۰    | ۱     |
| ۲۵    | قزاقستان (KAZ)            | ۰   | ۱    | ۰    | ۱     |
| مجموع | مجموع                     | ۸۶  | ۸۷   | ۸۵   | ۲۵۸   |